# Ковалёв, Борис Николаевич
Бори́с Никола́евич Ковалёв (род. 2 сентября 1965, село Медведь, Новгородская область) — российский историк, специалист по проблеме коллаборационизма в годы Второй мировой войны. Доктор исторических наук, профессор, ведущий научный сотрудник Санкт-Петербургского института истории Российской академии наук. Автор монографии «Повседневная жизнь населения России в период нацистской оккупации».

## Биография
С 1982 по 1987 год обучался на историческом факультете Новгородского государственного педагогического института. С 1990 по 1993 — находился в очной аспирантуре при Российском государственном педагогическом университете имени А. И. Герцена. В 1993 году в РГПУ имени А. И. Герцена под научным руководством кандидата исторических наук Н. Д. Козлова защитил диссертацию на соискание учёной степени кандидата исторических наук по теме «Антифашистская борьба. Анализ пропагандистского противостояния. На материалах Северо-Запада России 1941—1944» (специальность 07.00.01 — «История общественных движений и политических партий»); официальные оппоненты — доктор исторических наук, доцент В. А. Кутузов и кандидат исторических наук, доцент М. А. Абрамова; ведущая организация — Санкт-Петербургский юридический институт МВД России. В 1998—2001 гг. учился в докторантуре Санкт-Петербургского государственного университета. В 2002 году в СПбГУ защитил диссертацию на соискание учёной степени доктора исторических наук по теме «Нацистский оккупационный режим и коллаборационизм в России. 1941—1944» (специальность 07.00.02 — «Отечественная история»).
С 1987 по 1990 год работал ассистентом кафедры Истории и политической экономии Новгородского политехнического института. С 1993 по 2014 год работал старшим преподавателем, доцентом, профессором кафедры истории государства и права Новгородского государственного университета им. Ярослава Мудрого. С февраля 2014 года работает ведущим научным сотрудником в Санкт-Петербургском институте истории РАН.

## Научная деятельность
Автор более 300 научных и научно-популярных работ, книг «Нацистский оккупационный режим и коллаборационизм в России (1941—1944 гг.)», «Коллаборационизм в России в 1941—1945 гг.: типы и формы», «Русский конституционализм в период думской монархии» (в соавторстве) и монографии, изданной книгой «Повседневная жизнь населения России в период нацистской оккупации», вошедшей в шорт-лист премии «Просветитель» в 2012 году. Темой коллаборационизма занимается более двадцати лет. В частности, участвовал в расследовании преступлений карателей из латышских полицейских батальонов в массовых расстрелах у деревни Жестяная горка Новгородской области.
Различные СМИ приглашали Бориса Ковалёва в качестве эксперта на исторические передачи, например, радио «Свобода», «Комсомольская правда», «Эхо Москвы». Борис Ковалёв работал в архивах и опубликовал, в основном в виде книг, ряд редких документов касающихся коллаборационистов времен ВОВ со своими комментариями, а также давал бесплатные общественные лекции по истории России, в которых, в том числе, обращал внимание слушателей на сходство методов немецко-фашистской пропаганды и тенденций, характерных для агитации конца 80-х и начала 90-х годов XX-го века.

## Основные работы
Монографии
- Нацистский оккупационный режим и коллаборационизм в России. Великий Новгород, 2001;
- Нацистская оккупация и коллаборационизм в России.1941 — 1944. М.: АСТ. 2004.
- Коллаборационизм в России в 1941—1945 гг.: типы и формы. Великий Новгород: НовГУ, НовМИОН, 2009.
- Повседневная жизнь населения России в период нацистской оккупации. М., Молодая гвардия, 2011.
- Добровольцы на чужой войне. Очерки истории Голубой дивизии. Великий Новгород, 2014.
- Асташкин Д. Ю., Ковалёв Б. Н., Кулик С. В. Нацистский режим на Северо-Западе России. Оккупация. Сопротивление. Возмездие / под ред. Б. Н. Ковалёва. — СПб.: Изд-во Политехн. ун-та, 2018. — 420 с. Тир. 80 экз. (Исследование выполнено при финансовой поддержке РФФИ в рамках проекта № 16-21-08001 на 2016—2018 гг. «Советские судебные процессы над военными преступниками в 1943—1991 гг.: цели, функции и эффекты избирательной медиатизации».)
- Ковалёв Б. Н., Кулик С. В., Асташкин Д. Ю. Забвению не подлежит: оккупация, сопротивление, возмездие / под ред. Б. Н. Ковалёва. — М: Просвещение, 2019. 287 с. Тираж 250 экз. ISBN 978-5-09-075256-5
- Прибалтийский след на Северо-Западе России 1941—1944 гг.: преступления военных и парамилитарных формирований : научный доклад Архивная копия от 28 января 2022 на Wayback Machine. — СПб. : ИПЦ СЗИУ. — 2020. — 70 с. — (Серия «История»). ISBN 978-5-89781-668-2
- Испанская дивизия — союзник Третьего Рейха. 1941—1945. СПб..: Питер, 2020. — 480 с.

Статьи
- Журналист-коллаборационист: портрет на фоне оккупации // Средства Массовой Информации в современном мире 2009. Петербургские чтения. Факультет журналистики СПбГУ. СПбГУ, 2009;
- Советское законодательство о коллаборационистах в годы Великой Отечественной войны // Вестник Новгородского государственного университета им. Ярослава Мудрого. Серия «История. Философия. Искусствоведение». № 51. 2009. В. Новгород[20];
- Золотой гроб Рюрика в Волховских джунглях. Новгород под гитлеровской оккупацией // Родина. № 9, 2009;
- Типология коллаборационизма в годы Великой Отечественной войны //Коллаборационизм и предательство во Второй мировой войне. Власов и власовщина. М., 2010;
- Формы коллаборационизма несовершеннолетних на оккупированной территории России (1941—1944 гг.) // История государства и права. № 5, 2010;
- «Фото русской сволочи» // Родина. № 4, 2010;
- The History of Annihilation of Civil Population near the Village Zhestanaya Gorka // The war of extermination: the nazi genocide in eastern Europe. Moscow, 2011;
- Листовка со смирением // Родина. № 6, 2011;
- Prisioneros espanoles de campos de concentrasion de Borovichi // La Division Azul en el Frente del Este, CEU, Instituto de Estudios Historicos. Madrid, 2011;
- De Division Espanola de Volontarios: Archivos y fuentes orales rusas para su historia // La Division Azul en el Frente del Este, CEU, Instituto de Estudios Historicos, Madrid, 2011;
- Архивные материалы ФСБ РФ о Холокосте на оккупированной территории России // Холокост: Новые исследования и материалы. Материалы XVIII международной ежегодной конференции по иудаике. Т.4. М., 2011;
- Испанцы на Новгородчине (40—50-е гг. XX в.): от «Голубой дивизии» до Боровического лагеря военнопленных // Новгородский исторический сборник. 12(22). СПб, 2011;• Военное сотрудничество коллаборационистов на оккупированной территории России в 1941—1944 гг. // История государства и права. № 9, 2012;
- Коллаборационизм на оккупированной территории Северо-Запада России в 1942 г.: мотивы, форма, специфика // Великая Отечественная война. 1942. М., 2012;
- Оккупированная часть России под свастикой // 1150 лет Российской государственности и культуры. Материалы к общему собранию Российской академии наук, посвящённому Году Российской истории (Москва, 18 декабря 2012). М., 2012;
- На службе у Франко // Родина. № 4, 2013;
- Триколор на нарах или Парни из Аликанте // Родина. № 5, 2013;
- Испанские партизаны в болотах России // Родина. № 6, 2013;
- «Деловой климат» оккупации // Дилетант. № 12, 2013[21];
- Акты ЧГК о преступлениях Голубой дивизии под Новгородом (1941—1942 гг.) // Вестник Новгородского государственного университета им. Ярослава Мудрого. Серия «Гуманитарные науки». № 73 (т. 1). В. Новгород, 2013[22].

## Награды
- Почетная грамота директора ФСБ России (2000)
- Почетная грамота Министерства образования и науки (2010)
- Финалист премии «Просветитель» в номинации «Гуманитарные науки» (2012)
- Почётный работник высшего профессионального образования Российской Федерации (2013)
- Медаль имени Ярослава Мудрого I степени (Новгородский Государственный Университет им. Ярослава Мудрого, 2019)[23]

## Критика
Историк Игорь Ермолов упрекал Бориса Ковалёва в очень суровой оценке части сотрудничавшего с гитлеровцами населения, а историк Александр Дюков, напротив, недоволен чрезвычайно мягкой оценкой коллаборационистов Борисом Ковалёвым, в частности, он говорил, обращаясь к Ковалёву: «Но об этом (коллаборационистских формированиях) предпочитают говорить невнятной скороговоркой — иначе вместо благородных борцов со сталинским тоталитаризмом люди увидят безжалостных палачей собственного народа».
Историк Олег Будницкий отмечал непроверенный факт в книге Бориса Ковалёва «Нацистская оккупация и коллаборационизм в России, 1941—1944»:

Заметим, что столь неординарное событие (Книга «Нацистская оккупация и коллаборационизм в России, 1941—1944», Б. Н. Ковалёв, стр. 81) "…Игорь Свободин «был выкраден из редакции в Пскове, повешен на шоссе Ленинград-Киев», принимаемое Б. Н. Ковалёвым на веру, не подтверждается другими источниками
На критику Будницкого Ковалёв ответил следующее:

Хотя коллега Будницкий высказал сомнение в этом факте, но за что купил, за то продаю. В свое время мне Герой Советского Союза Иван Иванович Сергунин рассказывал, как они вот этого журналиста с псевдонимом «Игорь Свободин» в начале убили шилом в сердце, потом вывезли на большак Ленинград-Одесса, повесили, а труп заминировали